# Carlos Marín
Carlos Marín Menchero (Rüsselsheim am Main, 13 ottobre 1968 – Manchester, 19 dicembre 2021) è stato un cantante spagnolo.
Membro del gruppo di crossover di musica classica Il Divo, per la sua estensione vocale era classificato come baritono.

## Biografia

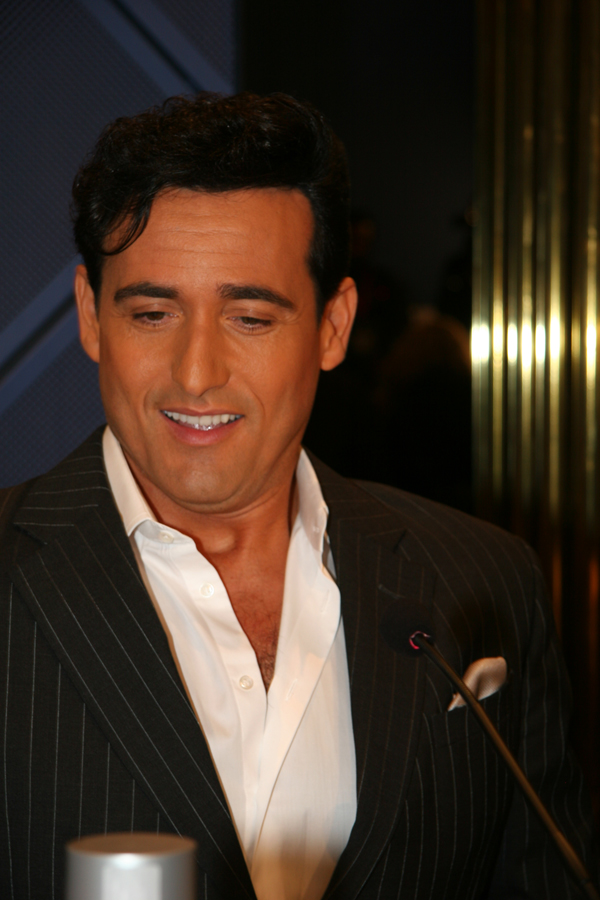
Carlos Marín nel 2008

Nato a Rüsselsheim, nell'ex Germania Ovest, da genitori spagnoli, crebbe a Mörfelden-Walldorf, altra città tedesca, ma fu poi educato a Madrid. Studiò canto con Alfredo Kraus, Montserrat Caballé e Giacomo Aragall: dopo aver inciso un paio di album da solista ed essersi esibito  in molti musical entrò nel gruppo Il Divo.
Il 7 dicembre 2021 fu ricoverato per complicazioni da COVID-19 e posto in coma indotto presso un ospedale di Manchester, dove rimase fino alla morte, avvenuta il 19 dicembre a 53 anni. Fu sposato per 3 anni con la cantante spagnola Innocence: i due si erano uniti in matrimonio nel 2006 a Disneyland.

## Discografia

### Solista

#### Album
- 1976 – El pequeño Caruso
- 1978 – Mijn Lieve Mama (Mi querida mamá)

### Il Divo

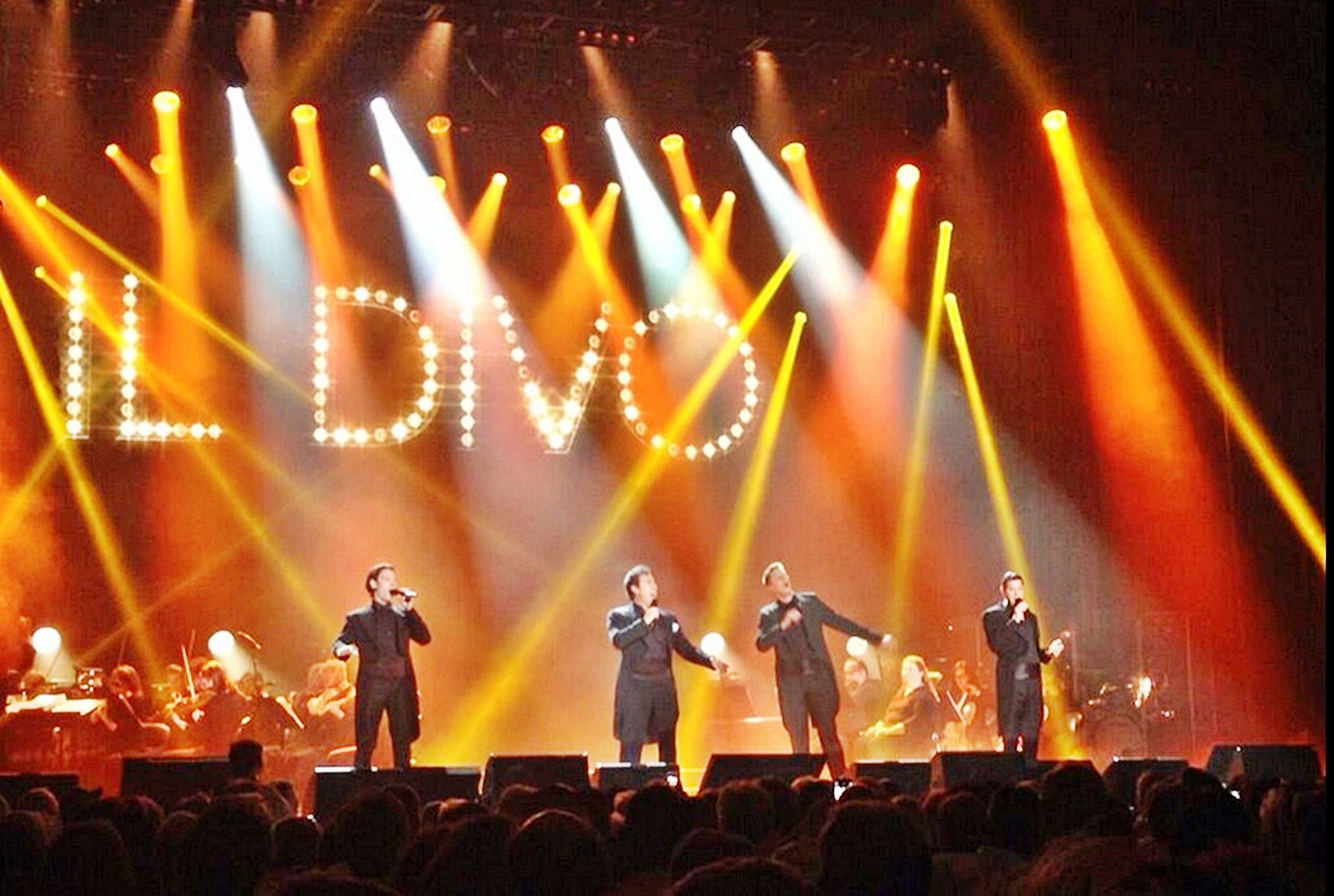
Il Divo.

#### Album in studio
- 2004 – Il Divo
- 2005 – Ancora
- 2006 – Siempre
- 2008 – The Promise
- 2011 – Wicked Game
- 2013 – A Musical Affair
- 2015 – Amor & pasión